# Stolnica sv. Fjodora Ušakova
Stolnica sv. Fjodora Ušakova (rusko: Собор Святого Феодора Ушакова) je ruska pravoslavna stolnica v Saransku, stolnica Saranške in Mordovijske škofije. Imenovana je po ruskem svetniku in admiralu Fjodorju Ušakovu.

## Zgodovina stolnice
Leta 1991 se je Sveta sinoda Ruske pravoslavne cerkve osamosvojila od škofije v Pernza. Prvo srečanje nove uprave je potekalo v cerkvi svetega Janeza Evangelista, ki se je kmalu izkazala za premajhno za opravljanje te funkcije. V zvezi s tem se je nadškof Saranska in Mordovije Varsonofi apeliral na oblasti Republike Mordovije z zahtevo po odobritvi gradnje nove stolnice. Po kanonizaciji admirala Fjodorja Ušakova leta 2001 je bil izvoljen za zavetnika stolnice. V sodelovanju z občinsko oblastjo so stolnico postavili na območje križišča Boljševiške in Sovjetske ulice. Leta 2002 je gradnja dobila republiški status, podprli pa so jo številni zasebni sponzorji. Temelj je bil postavljen 8. maja 2002. Gradnja je bila končana leta 2006.

## Otvoritev
6. avgusta 2006 je stolnico odprl in posvetil moskovski patriarh in vse Rusije, Aleksij II.
Stolnica je zgrajena v slogu empir na tlorisu grškega križa. Ob obodu stavbe so štirje zvoniki z 12 zvonovi. Največji tehta 6 ton, sledijo mu 3 tone, 1,5 tone in naprej navzdol. Zdaj zvonci zvonijo vsako nedeljo in ob praznikih in kličejo vernike k bogoslužju.
Okrog glavne kupole stolnice je opazovalna ploščad, kjer lahko z višine približno 40 metrov ljudje vidijo panoramo mesta Saransk in okoliških sosesk.

## Arhitektura
Ikonostas je narejen iz dragocenega lesa in prekrit z zlatom. Razdeljen je na tri dele: osrednji je posvečena v čast svetega Fjodora Ušakova, desna del v čast svetega Serafima Sarovskega in levi del v čast mordovskim mučencem in spovednikom. Iz treh vhodov v stolnico so balkoni. Veličastne relikvije okoli stebrov so izdelali rojaki iz Zubovo-Poljanskega okruga. Vse ikone za ikonostas je naslikal umetnik in ikonograf I. G.Šemjakin, ki je vodil dela na ikonostasu.
Klet cerkve vključuje krstni prostor Preobraženja s krstilnico, avditorij, učilnice za nedeljsko šolo, refektorij, prosfornaja, pisarne rektorja in zakristana, prostor za duhovnike, zakristijo, knjižnico, tehnične in druge prostore.
V pritličju je galerija fotografij o zgodovini gradnje stolnice od temeljnega kamna do njegove posvetitve, prihoda Kirila I. iz Moskve v Mordovijo leta 2011 in romarskih potovanjih do mojstrov Varsonofija največjih svetišč krščanstva